# コン・リー
コン・リー（鞏 俐、1965年12月31日 - ）は、中国遼寧省瀋陽市出身の女優である。シンガポール国籍。第9回、第10回全国政協委員を務めた。168cm。

## 人物・来歴
北京・中央戯劇学院演劇学科在学中、張芸謀（チャン・イーモウ）に見出され、1987年に張芸謀の監督デビュー作『紅いコーリャン』で女優デビューする。同年、『ハイジャック 台湾海峡緊急指令』に出演し、百花奨最優秀助演女優賞を受賞した。1991年には『紅夢』で百花奨最優秀主演女優賞を、1992年には『秋菊の物語』で金鶏奨最優秀主演女優賞とヴェネツィア国際映画祭最優秀主演女優賞を受賞。いずれも張芸謀監督作で、張芸謀とのコンビは公私に渡り、1995年の『上海ルージュ』まで続いた。
1993年には陳凱歌（チェン・カイコー）監督の『さらば、わが愛/覇王別姫』に出演し、ニューヨーク映画批評家協会賞最優秀助演女優賞を受賞。1998年には、日本のハウス食品「とろみ好麺」のCMに出演した。1999年、『きれいなおかあさん』で金鶏奨最優秀主演女優賞と百花奨最優秀主演女優賞を受賞し、フランスの文化勲章を授与された。
2005年、『SAYURI』でハリウッド映画に進出。2006年には『王妃の紋章』で10年ぶりに張芸謀監督の映画に出演し、同作で香港電影金像奨最優秀主演女優賞を受賞している。その後も張芸謀監督の映画では『妻への家路』（2014年）に主演している。
1996年、シンガポール人の実業家・黄和祥と結婚。2008年にはシンガポール国籍を取得。中国国籍ではなくなったため、全国政協委員の資格を取り消された。2009年には黄和祥と離婚した。2019年6月、ジャン・ミッシェル・ジャールと結婚したことが明らかになったと中国メディアが報じた。

## 主な出演作品

### 映画
- 紅いコーリャン 紅高粱 （1987年）
- ハイジャック 台湾海峡緊急指令 代號美洲豹 （1988年）
- 続・西太后 一代妖后 （1989年）
- テラコッタ・ウォリア 秦俑 古今大戰秦俑情 （1989年）
- 菊豆（チュイトウ） 菊豆 （1990年）
- 紅夢 大紅灯籠高高掛 （1991年）
- ゴッド・ギャンブラー3 賭侠2之上海灘賭聖 （1991年）
- 秋菊の物語 秋菊打官司 （1992年）
- 果てぬ想い 醒夢季節 夢醒時分 （1992年）
- 画魂 愛、いつまでも 畫魂 （1992年）
- さらば、わが愛/覇王別姫 覇王別姫 （1993年）
- 詩人の大冒険 唐伯虎點秋香 （1993年）
- 項羽と劉邦/その愛と興亡 西楚霸王 （1994年）
- シスター・オブ・ドラゴン 天女武闘伝 新天龍八部之天山童姥 （1994年）
- 活きる 活着 （1994年）
- 上海ルージュ 揺啊揺！揺到外婆橋 （1995年）
- 花の影 風月 （1996年）
- チャイニーズ・ボックス Chinese Box （1997年）
- 始皇帝暗殺 荊軻刺秦王 （1998年）
- きれいなおかあさん 漂亮媽媽 （1999年）
- たまゆらの女 周漁的火車 （2002年）
- 2046 2046 （2004年）
- 愛の神、エロス「エロスの純愛〜若き仕立屋の恋」 Eros - The Hand （2004年）
  - 若き仕立屋の恋 Long version 愛神 手 （2004年）……「エロスの純愛〜若き仕立屋の恋」のロング・バージョン。
- SAYURI Memoirs of a Geisha （2005年）
- 王妃の紋章 満城尽帯黄金甲 （2006年）
- マイアミ・バイス Miami Vice （2006年）
- ハンニバル・ライジング Hannibal Rising （2007年）
- シャンハイ Shanghai （2010年）
- 女の心を知っている 我知女人心 （2011年）※2012東京／長崎・中国映画週間で上映。
- 妻への家路 帰来 （2014年）
- 西遊記 孫悟空vs白骨夫人 西遊記之孫悟空三打白骨精 （2016年）
- サタデー・フィクション 蘭心大劇院 （2019年製作、2021年公開）[5]
- ムーラン Mulan （2020年）※Disney+での配信のみ。
- 中国女子バレー 奪冠 （2020年）※第16回大阪アジアン映画祭で上映。

### CM
- ハウス食品「とろみ好麺」（1998年）